# Lhuis (tổng)
Tổng Lhuis là một tổng của Pháp nằm ở tỉnh Ain trong vùng Rhône-Alpes.

## Địa lý
Tổng này được tổ chức xung quanh Lhuis ở quận Belley. Độ cao ở đây từ 200 m (Briord) đến 1 218 m (Innimond) với độ cao trung bình 899 m.

## Hành chính
| Giai đoạn | Ủy viên         | Đảng | Tư cách |
| --------- | --------------- | ---- | ------- |
| 1985-1992 | Maurice Berlioz |      |         |
| 1992-1998 | Maurice Berlioz |      |         |
| 1998-2004 | Maurice Berlioz |      |         |
| 2004-2010 | Maurice Berlioz |      |         |

## Số đơn vị
Tổng Lhuis groupe 12 xã và có dân số 4 496 dân (theo điều tra dân số năm 1999, số lượng không tính trùng).
| Xã                  | Dân số | Mã bưu chính | Mã insee |
| ------------------- | ------ | ------------ | -------- |
| Bénonces            | 243    | 01470        | 01037    |
| Briord              | 675    | 01470        | 01064    |
| Groslée             | 333    | 01680        | 01182    |
| Innimond            | 95     | 01680        | 01190    |
| Lhuis               | 724    | 01680        | 01216    |
| Lompnas             | 147    | 01680        | 01219    |
| Marchamp            | 108    | 01680        | 01233    |
| Montagnieu          | 386    | 01470        | 01255    |
| Ordonnaz            | 120    | 01510        | 01280    |
| Saint-Benoît        | 582    | 01300        | 01338    |
| Seillonnaz          | 123    | 01470        | 01400    |
| Serrières-de-Briord | 960    | 01470        | 01403    |

## Biến động dân số
| 1962                                                     | 1968  | 1975  | 1982  | 1990  | 1999  |
| -------------------------------------------------------- | ----- | ----- | ----- | ----- | ----- |
| 3 536                                                    | 3 903 | 3 750 | 3 996 | 3 977 | 4 496 |
| Nombre retenu à partir de 1962 : dân số không tính trùng |       |       |       |       |       |